# Табаринське князівство
Табаринське князівство — мансійська держава на півночі Західного Сибіру, що утворилася на початку XV століття. Було найменшим з князівств Потрійної Пелимської держави.

## Історія
Стосовно часів утворення немає чітких відомостей. Тривалий час було частиною Пелимського князівства. Близько 1410-тих років стало самостійним, але зберегла залежність від Пелимських князів. Обіймала землі у гирлі річки Табари (сучасна річка Іска), притоці Тавди. Тут знаходилася столиця князівства — Табаринське містечко. За територією було найменшою серед князівств Пелимської держави. Перейняла у сибірських татар посади — мурзи, сотника та улана. Посада князя було виборною, у виборах брали участь мурзи та сотники. Такий порядок деякий час зберігався й після підкорення князівства Москві.
У зовнішній політиці було більш залежним на відміну від Кондиського князівства. Тому вояки брали участь у всіх походах пелимських князів У 1450-х, 1466–1467, 1483–1485, 1499–1500 роках проти великого князівства Московського. У 1563 році підтримало пелимців у боротьбі проти Кучуха, володаря Сибірського ханства, війна з яким тривала до 1570 року. З 1572 до 1594 року табаринський князь Кільдей разом з загоном війська Пелимського князівства бився проти московської армії та їх союзників. Після поразки Пелиму у 1594 році, Табаринське князівство визнало владу Московії, деякий час залишалося залежним — у 1598 році було обрано Боча-мурзу.

## Економіка
В економічному відношенні різко відрізнялися від інших частин Пелимської держави. Тут існувало ще до вторгнення московитів примітивне хліборобство. У 1583 році Єрмак на Тавді оббирав хліб в ясак. Пізніше табаринські мансі ріллю орали взгоном, тобто наїздом, також табаринці були відомі своїми кіньми, яких розводили. Місцеві торгівці займалися торгівлею кіньми.